# 94. Garde-Mot-Schützendivision

Emblem der 74. Gd-MSD als Nachfolger der 94. GMSD

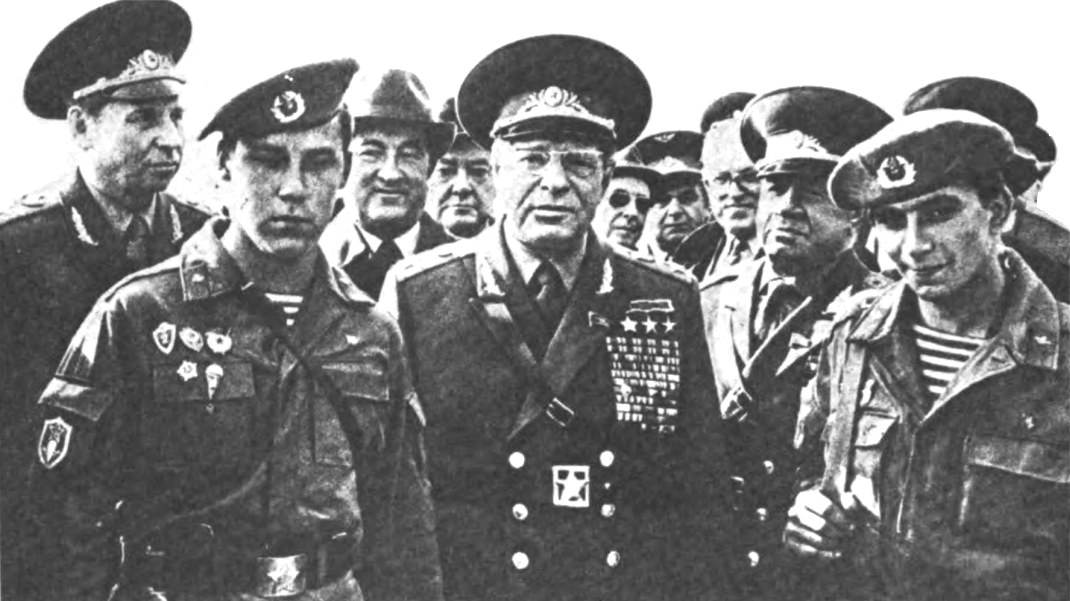
Sowjetische Offiziere auf der Heeresübung Sapad-81

Die 94. Garde-Mot-Schützendivision (rus. 94-я гвардейская стрелковая дивизия – 94-ja Gwardeiskaja Strelkowaja Diwisija / 94-я гв. сд) war ein Großverband der Sowjetarmee, der während des Kalten Krieges in der damaligen DDR stationiert war.

## Geschichte

### Zweiter Weltkrieg
Die 94. Garde-Schützendivision wurde am 28. April 1943 in der östlichen Ukraine aufgestellt und erlebte ihre Feuertaufe als Reserve der 69. Armee in der Schlacht von Kursk. Die Division war danach im Verband der 5. und 4. Gardearmee als Teil des 35. Garde-Schützenkorps (Generalleutnant S. G. Gorjatschew) bei der Belgorod-Charkower Operation eingesetzt und maßgeblich an den Befreiungoperationen der Roten Armee zur Rückeroberung der Ukraine beteiligt. Unter der Führung des Garde-Obersten Grigori Nikolajewitsch Schostatzkij nahm die Division im Verband des 49. Schützenkorps an der Korsun-Schewtschenkowsker Operation teil und wurde am 13. Februar 1944 mit den Ehrennamen „Swenigorodsker Division“ ausgezeichnet. Dann erfolgte in der Uman-Botosaner Operation die Überquerung des südlichen Bug und des Dnjestr und die Befreiung der Städte Balta und Kotowsk (8. April 1944). Im Verband des 26. Garde-Schützen-Korps kämpfte die Division im August 1944 bei der 53. Armee in der Operation Jassy-Kischinew in Rumänien. Im letzten Kriegsjahr war die Division dann der 5. Stoßarmee unterstellt und zeichnete sich bei der Weichsel-Oder-Operation aus, bei welcher Ende Januar 1945 der Divisionskommandeur G. N. Schostatzkji gefallen ist. Die letzten Kampfeinsätze im Zweiten Weltkrieg erfolgte im Verband des 26. Garde-Schützenkorps (Generalmajor P. A. Firsow) im April 1945 bei der Erweiterung des Oder-Brückenkopfs von Küstrin und in den Häuserkämpfen bei der Schlacht um Berlin.

### Kalter Krieg
Die 94. GMSD als Teil der GSSD war in Mecklenburg-Vorpommern/DDR stationiert.
Die sowjetische Militärdoktrin änderte sich je nach globaler Bedrohungslage von Planungen eines Angriffskrieges zu konkreten Verteidigungsplanungen.
Im Kriegsfall wäre die 94. Garde-Mot-Schützendivision (94. GMSD) aus der 2. Gardepanzerarmee Fürstenberg (1. Front, Oberkommando Wünsdorf) herausgelöst und zusammen mit den beiden selbstständigen sowjetischen Panzerregimenter 138 und 221 der 5. NVA-Armee Neubrandenburg unterstellt worden.
Ihr Bereitstellungsraum befand sich im Bereich östlich von Schwerin, südlich von Dassow bis ungefähr Lützow. Auf der anderen Seite stand ihr die Panzergrenadierbrigade 17 und die Heimatschutzbrigade 51 im Lübecker Raum gegenüber.
Gemäß Lautsch stand die 94. GMSD für die Angriffsführung jedoch nicht zur Verfügung. Mitte der 1980er Jahre war die 94. GMSD der 2. Garde-Panzerarmee unterstellt.

### Seit den 1990er Jahren
Nach dem Abzug der GSSD-Truppen aus Ostdeutschland wurde die Division nach Jurga (Oblast Kemerowo) im Sibirischen Militärbezirk verlegt, wo sie zur 74. Garde-Mot-Schützenbrigade umorganisiert wurde. Dazu wurde der neue Verband mit einem Pionierbataillon und dem 386. Panzerregiment ausgestattet. Am 30. Dezember 1994 war die 74. GMSB etwa 3000 Mann stark und verfügte über 45 Kampfpanzer und 115 BMP-Schützenpanzer. Dieser Verband kämpfte unter anderem ab Februar 1995 als Teil der Gruppe Sewer in den Häuserkämpfen des südlichen Grosny. Vom 20. bis 23. März griff die 74. GMSB Argun und Mesker-Jurt an und nahm Gudermes, Petropawlowskaja und Iljinowskaja ein. In den Jahren 1994 bis 1996 beliefen sich die Verluste der 74. GMSB in Tschetschenien auf 120 Gefallene.
Am 3. Februar 2005 wurde die 74. Garde-Mot-Schützenbrigade unter Generalmajor Farid Balalijew von Verteidigungsminister Sergei Borissowitsch Iwanow inspiziert, welcher die hohe Gefechtsbereitschaft lobte und weitere Verbesserungen veranlasste. Teile der Brigade nahmen am Syrischen Bürgerkrieg teil.

## Gliederung

### Gliederung der 94. Garde-Mot-Schützendivision (1960)
- 283. Garde-Mot-Schützenregiment, Hagenow
- 286. Garde-Mot-Schützenregiment, Schwerin
- 288. Garde-Mot-Schützenregiment, Wismar
- 74. Garde-Panzerregiment, Schwerin
- 199. Flugabwehr-Artillerieregiment, Wismar
- 896. Flugabwehr-Artillerieregiment, Schwerin
- 12. Selbstständiges Garde-Aufklärungsbataillon, Schwerin
- 107. Selbstständiges Garde-Pionierbataillon, Hagenow
- 159. Selbstständiges Garde-Fernmeldebataillon, Schwerin
- 230. Selbstständiges ABC-Abwehrkompanie, Schwerin
- 90. Selbstständiges Sanitätsbataillon, Schwerin
- 750. Selbstständiges Transportbataillon, Schwerin

### Gliederung der 94. Garde-Mot-Schützendivision (1980)
- Stabskompanie der Division, Buchholz Kaserne, Schwerin
- 204. Garde-Mot-Schützenregiment, Moltke Kaserne, Schwerin
- 286. Garde-Mot-Schützenregiment, Fritsch Kaserne, Schwerin
- 288. Garde-Mot-Schützenregiment, Wismar
- 74. Garde-Panzerregiment, Schwerin
- 199. Flugabwehr-Artillerieregiment, Wismar
- 896. Flugabwehr-Artillerieregiment, Schwerin
- 28. Selbstständiges Panzerbataillon, Hagenow, 1987 nach Schwerin verlegt
- 1.562. Selbstständiges Raketenbataillon, Hagenow
- 496. Selbstständiges Panzerabwehr-Artilleriebataillon, Schwerin
- 12. Selbstständiges Garde-Aufklärungsbataillon, Schwerin
- 107. Selbstständiges Garde-Pionierbataillon, Hagenow
- 159. Selbstständiges Garde-Fernmeldebataillon, Schwerin
- 365. Selbstständiges ABC-Abwehrbataillon, Schwerin
- 52. Selbstständiges Instandsetzungsbataillon, Schwerin
- 90. Selbstständiges Sanitätsbataillon, Schwerin
- 1.130. Selbstständiges Nachschubbataillon, Schwerin

### Gliederung der 94. Garde-Mot-Schützendivision (1988)
- 204. Garde-Mot-Schützenregiment, Schwerin
- 286. Garde-Mot-Schützenregiment, Schwerin
- 288. Garde-Mot-Schützenregiment, Wismar
- 74. Garde-Panzerregiment, Schwerin
- 199. Garde-Artillerieregiment, Wismar
- 896. Flugabwehr-Artillerieregiment, Schwerin
- 28. Selbstständiges Panzerbataillon, Schwerin
- 496. Selbstständiges Panzerabwehr-Artilleriebataillon, Schwerin
- 12. Selbstständiges Garde-Aufklärungsbataillon, Schwerin
- 107. Selbstständiges Garde-Pionierbataillon, Schwerin
- 159. Selbstständiges Garde-Fernmeldebataillon, Schwerin
- 365. Selbstständiges ABC-Abwehrbataillon, Schwerin
- 52. Selbstständiges Instandsetzungsbataillon, Schwerin
- 90. Selbstständiges Sanitätsbataillon, Schwerin
- 1.130. Selbstständiges Nachschubbataillon, Schwerin

### Gliederung der 94. Garde-Mot-Schützendivision (1989 bis 1990)
- Stabskompanie im Divisionshauptquartier Schwerin
- 204. Garde-Mot-Schützenregiment (BMP-Schützenpanzer), Schwerin
- 286. Garde-Mot-Schützenregiment (BTR-Schützenpanzer), Schwerin
- 288. Garde-Mot-Schützenregiment (BTR-Schützenpanzer), Wismar
- 74. Garde-Panzerregiment, Schwerin
- 199. Garde selbstfahrendes Artillerieregiment[3], Wismar
- 896. Flugabwehr-Raketenregiment, Schwerin
- 28. Selbstständiges Panzerbataillon, Schwerin
- 496. Selbstständiges Panzerabwehr-Artilleriebataillon, Schwerin
- 12. Selbstständiges Aufklärungs –und ELOKA(EW)-Bataillon, Schwerin
- 159. Selbstständiges Garde-Fernmeldebataillon, Schwerin
- 107. Selbstständiges Garde-Pionierbataillon, Schwerin
- nicht identifiziertes selbstständiges ABC-Abwehrbataillon
- 52. Selbstständiges Instandsetzungsbataillon
- 90. Selbstständiges Sanitätsbataillon
- 1.130 Selbstständiges Nachschubbataillon

### Gliederung der 74. Garde-Mot-Schützenbrigade (1992 bis Gegenwart)
- Stabskompanie im Brigadehauptquartier in Jurga
- 867. Selbstständiges Mot-Schützenbataillon
- 873. Selbstständiges Mot-Schützenbataillon
- 880. Selbstständiges Mot-Schützenbataillon
- 13. Selbstständiges Panzerbataillon
- 227. Selbstständiges selbstfahrendes Panzerartilleriebataillon
- 230. Selbstständiges selbstfahrendes Panzerartilleriebataillon
- 237. Selbstständiges Panzerabwehr-Artilleriebataillon
- 243. Selbstständiges Flugabwehr-Raketenbataillon

## Umgliederung
Aus der 94. Garde-Schützendivision (1943 bis 1957) wurde die 94. Garde-Mot-Schützendivision (1957 bis 1992) und daraus die ca. 3.000 Mann starke 74. Garde-Mot-Schützenbrigade (1992 bis Gegenwart), die am Syrischen Bürgerkrieg teilnahm.

## Ausrüstung
1979 hatte die 94. GMSD T-64- und T-62-Kampfpanzer, SA-8-Flugabwehrsysteme in einem SAM-Regiment, 2S3-Panzerartillerieregiment und Strela-1-Flugabwehrraketensysteme zur Verfügung.
Die 94. GMSD bestand in den 1980er Jahren in voller Sollstärke aus 15.500 Soldaten, vier taktischen Raketen, 274 Kampfpanzern T-64B, 450 Schützenpanzer (BMP/60-PB), 90 Artilleriesysteme. Dazu kamen die beiden selbstständigen sowjetischen Panzerregimenter 138 und 221. Im Dezember 1985 hatte die Division 11.300 Mann, 258 T-64A, T-64B-Kampfpanzern, 134 BMP-1-Schützenpanzer, 15 BMP-2-Schützenpanzer, 305 BTR-60 Schützenpanzer, 36 122mm-2S1-Panzerhaubitzen, 54 122-mm-Haubitze D-30 und 36 152-mm-2S3-Selbstfahrlafetten.
Auf die einzelnen Verbände heruntergebrochen wurde wie folgt ausgestattet:
- 204. Garde-Mot-Schützenregiment: 40 T-64, 45 BMP-2, 79 BMP-1, zwei BRM-1K, 18 2S1 „Gwozdika”, 18 120-mm-Mörser 2S12 Sani, drei BMP-1KSh, drei PRP-3/4, drei RKhM, ein BREM-2, ein R-145BM, zwei PU-12, ein MT-55A und ein MT-LBT
- 286. Garde-Mot-Schützenregiment: 40 T-64, 138 BTR-60, ein BMP-2, vier BMP-1, zwei BRM-1K, 18 122mm D-30, 18 2s12 Sani, zwei PRP-3/4, vier R-145BM, zwei PU-12, ein MT-55A und ein MT-LBT
- 288. Garde-Mot-Schützenregiment: 40 T-64, 136 BTR-60, ein BMP-2, vier BMP-1, zwei BRM-1K, 18 122mm D-30, 18 2s12 Sani, drei PRP-3/4, vier R-145BM, zwei PU-12, ein MT-55A und ein MT-LBT
- 74. Garde-Panzerregiment: 108 T-64, drei BMP-2, drei BMP-1, zwei BRM-1K, 18 2s1 „Gwozdika”, drei BMP-1KSh, zwei PRP-3/4, drei RKhM, zwei R-145BM, zwei PU-12, drei MT-55A und ein MT-LBT
- 199. Flugabwehr-Artillerieregiment: 54 2S3 Akazija, 18 BM-21 „Grad“ Raketenwerfer, ein BTR-60, fünf PRP-3/4, 3 1V18, 1 1V19 und 1 R-156BTR
- 896. Flugabwehr-Raketenregiment: ZRK Osa (SA-8), fünf PU-12-Führungsstelle und ein R-156BTR
- 28. Selbstständiges Panzerbataillon: 40 T-64, ein BMP-2, ein BMP-1, zwei BMP-1KSh, ein R-145BM, ein R-156BTR und ein MT-55A
- 496. Selbstständiges Panzerabwehr-Artilleriebataillon: ein PRP-3-Kommando-Stabsfahrzeug und 11 MT-LBT
- 12. Selbstständiges Garde-Aufklärungsbataillon: sechs T-64, 10 BMP-1, sechs BRM-1K, sechs BTR-70, zwei R-145BM und ein R-156BTR
- 159. Selbstständiges Garde-Fernmeldebataillon: 11 R-145BM und ein R-2AM
- 107. Selbstständiges Garde-Pionierbataillon: ein IRM und ein UR-67

Divisionsangehörige mit dem Titel Held der Sowjetunion
- Iwan Tichonowitsch Awelichew
- Dmitri Michailowitsch Berlin
- Wassili Alexandrowitch Wolkow
- Nikolai Nikolajewitsch Werbin
- Wladimir Iwanowitsch Gorbunow
- Andrei Alexandrowitch Ignatiew
- Sergei Iwanowitsch Kadetow
- Wiktor Alexandrowitsch Konew
- Nikolai Illarionowitsch Kolbasow
- Rostislaw Nikolajewitsch Kuschljanski
- Nikolai Petrowitsch Leonchikow
- Michail Archipowitsch Michalkow
- Wiktor Iwanowitsch Pewunow
- Caesar Seliwerstowitsch Raskowinski
- Anatoli Semenowitsch Redin
- Andrei Petrowitsch Rybkin
- Jemeljan Petrowitsch Sajapin
- Arseni Aramowitsch Ter-Oganow
- Grigori Nikolajewitsch Schostatski

## Kommandeure
- Oberst Iwan Grigorjewitsch Russkich, 28. April 1943 bis 13. November 1943
- Oberst Gregori Nikolajewitsch Schostatzkji, 14. November 1943 bis zum 31. Januar 1945
- Generalmajor Issak Gaslarowitsch Gasparjan, 7. Februar bis 9. Mai 1945
- Generalmajor Wladimir Tsetlin, Mai 1945 bis August 1947